# Buchverlag Der Morgen
Der Buchverlag Der Morgen war ein Verlag für belletristische und populärwissenschaftliche Literatur in der DDR.

## Geschichte
Der Verlag wurde 1958 in Ost-Berlin gegründet. Er ging aus der „Morgen“-Druckerei und Verlag GmbH hervor, in der die Tageszeitung Der Morgen erschien. Wie der Zeitungsverlag gehörte auch der Buchverlag der VOB Aufwärts an, die sich im Besitz der LDPD befand.
Der Verlag publizierte sowohl parteieigene Materialien als auch Belletristik, Biographien, Memoiren und Sachbücher. Das Verlagsprogramm umfasste unter anderem sozialistische Gegenwartsliteratur der DDR, Exil-Literatur und ausländische Belletristik sowie die „Große Reihe“ und die „Kleine Morgen Reihe“ (bibliophile Bücher), den „Märkischen Dichtergarten“ und die Schriftenreihe der LDPD. Zu den Autoren des Verlages gehörten Rudolf Agsten, Gerhard Bengsch, Uwe Berger, Manfred Bogisch, Gerhard Branstner, Günter de Bruyn, Manfred Gerlach, Gabriele Eckart, Gerhard Harkenthal, Friedrich Herneck, Dieter B. Herrmann, Stefan Heym, Heinz Knobloch, Ruth Kraft, Gisela May, Max und Ruth Seydewitz, Arne Sjöberg, Jens Sparschuh, Joachim Walther, Maxie Wander, Rolf Weber, Gerhard Wolf oder Hedda Zinner. Die Zahl der bis 1991 veröffentlichten Titel belief sich auf rund 800 Bücher, viele davon in mehreren Auflagen. Als Verlagsleiter fungierten Richard Knauf, später Fritz R. Greuner und von 1968 bis 1990 Wolfgang Tenzler (1930–2025).
1990 wandelte die Treuhandanstalt den Buchverlag in die Morgenbuch Verlags GmbH um; Gesellschafter wurde die Vercon GmbH, die Holding der FDP, in der die LDPD (über den Bund Freier Demokraten) aufgegangen war. Während der Zeitungsverlag an die Axel Springer AG verkauft werden konnte, scheiterte dieses Vorhaben für den Buchverlag am Widerstand der Autoren, die mit einem offenen Brief protestierten. Stattdessen ging der Verlag an die Investorengruppe Spiess, Arani, Haude & Spener; die Belegschaft wurde von 36 auf 6 Mitarbeiter reduziert. 1995 gab es keine Angestellten des Verlages mehr. Es erschienen noch bis 1999 Bücher unter dem Namen Morgenbuch.
Der Morgenbuchverlag ging mit der Verlagsgruppe Spiess zu Beginn des Jahres 2010 in die Insolvenz. Im August 2010 wurde der Verlag „Der Neue Morgen“ in Rudolstadt als Imprintverlag gegründet, der zur Priwet Litera Ltd. gehörte. Im Sommer 2011 wurde erste Bücher verlegt. Nach 2013 lassen sich keine Publikationen mehr nachweisen.
Das verloren geglaubte Archiv des Verlages befand sich bis 2009 im Besitz des Wissenschaftsverlags Volker Spiess und wurde dann an die Universität Leipzig verkauft, wo es gemeinsam mit dem Brockhaus- und dem Reclam-Archiv die Geschichte des Verlagswesens der DDR dokumentieren soll. Weitere Archivalien lagern in der Stiftung Archiv der Parteien und Massenorganisationen der DDR in Berlin sowie im Archiv des Liberalismus in Gummersbach.